# Kriekedebie
Kriekedebie is een Belgisch fruitbier van hoge gisting.
Het bier wordt gebrouwen in Brouwerij De Bie te Wakken, een deelgemeente van Dentergem.
Het is een robijnrood bier met een alcoholpercentage van 4,5%.